# Sorbaronia
Sorbaronia là một chi thực vật có hoa trong họ Hoa hồng.